# Frank Hopkins
Frank T. Hopkins (Fort Laramie, 11 agosto 1865 – New York, 5 novembre 1951) era un cowboy e uno dei più veloci pony express degli Stati Uniti.

## Biografia
Secondo supposizioni, avrebbe vinto più di 400 gare e avrebbe partecipato a una leggendaria gara di 3000 miglia che fu corsa in Arabia in cui il cowboy e il suo Mustang riuscirono a sconfiggere in una gara di velocità sulla lunga distanza i più puri stalloni arabi.
Si pensa che Frank Hopkins abbia salvato i mustang e fatto nascere la linea White, caratterizzata da cavalli con il manto chiaro con qualche macchia più scura. Frank Hopkins giace nell'All Faiths Cemetery a Middle Village, Queens County, New York. I discendenti del suo cavallo, un Mustang chiamato Hidalgo, continuano ad essere allevati nell'allevamento Gilbert Jones sulle Blackjack Mountain, in Oklahoma.

## Trasposizioni cinematografiche
Dalla storia di Hopkins è stato tratto il film Oceano di fuoco - Hidalgo diretto da Joe Johnston nel 2004, che racconta appunto della corsa lungo l'oceano di fuoco, il deserto arabico. Viggo Mortensen interpreta la parte dell'avventuriero ormai alcolizzato che lavora per il circo di Buffalo Bill e che trova la rivincita nella sua vita partecipando e vincendo l'Oceano di fuoco col suo fedele cavallo di razza mustang Hidalgo.